# Параскевопулос, Панайотис
Панайо́тис Параскевопу́лос (греч. Παναγιώτης Παρασκευόπουλος; 1875, Палумба — 8 июля 1956, Karousades, Commune of Karoussades) — греческий легкоатлет, серебряный призёр летних Олимпийских игр 1896.
Параскевопулос, на играх 1896 года, участвовал только в метании диска. Он занял второе место, проиграв только американцу Роберту Гарретту, чей результат был на 19,5 сантиметра лучше показателя грека.
Через четыре года, Параскевопулос участвовал на летних Олимпийских играх 1900, однако на этих соревнованиях его результаты были хуже. Он участвовал в двух дисциплинах — в метании диска и толкании ядра. В первом состязании он занял четвёртое место, а во втором пятое.
Скончался и похоронен 8 июля 1956 году в деревне Карусадес.